# A Night in New Arabia
A Night in New Arabia er en amerikansk stumfilm fra 1917 af Thomas R. Mills.

## Medvirkende
- J. Frank Glendon som Tom McLeod
- Patsy De Forest som Celia Spraggins
- Horace Vinton som Jacob Spraggins
- Hattie Delaro som Henrietta
- Hazlan Drovart som Annette McCorkle